# Concejo Municipal de Baruta
El Concejo Municipal de Baruta es el órgano legislativo del Municipio Baruta del Estado Miranda en Venezuela.

## Sede
La sede del Concejo Municipal se encuentra en la urbanización Las Mercedes en Caracas.

## Concejales
Los concejales son electos por elección universal, directa y secreta de los ciudadanos registrados en la jurisdicción electoral del Municipio Baruta. El método de elección es un sistema combinado: 60% Mayoritario - Nominal y 40 % Representación Proporcional - Listas cerradas y bloqueadas por método de D'Hont.
El período de un concejal es de 4 años con derecho a reelección.

## Composición
La composición del Concejo consta actualmente de nueve (9) concejales, de los cuales se elige un Presidente y dos Vicepresidentes. Adicionalmente el concejo se organiza en comisiones de trabajo para las distintas áreas que defina la legislatura. El actual presidente del concejo es Luis Eduardo Aguilar.

### Composición Actual del Concejo (VII Legislatura)
Período 2021-2025
| Concejales:            | Partido político / Alianza |
| ---------------------- | -------------------------- |
| luis Javier farias     | PJ MUD                     |
| Federico Estaba        | PJ MUD                     |
| Diego Padron           | PJ MUD                     |
| Valentina Gómez        | AD MUD                     |
| José Gregorio González | VP MUD                     |
| Corina Ramírez         | UNT MUD                    |
| José Luis Vargas       | AD MUD                     |
| Armando Machado        | FV MUD                     |
| Jorge Rincón           | PSUV                       |

### Composición Histórica del Concejo
I Legislatura / Período 1989-1992
| Concejales:             | Partido político / Alianza |
| ----------------------- | -------------------------- |
| Ivonne Attas            | COPEI                      |
| Franklyn González       | COPEI                      |
| Ascención Iber Olivares | COPEI                      |
| Leopordo Klisans        | COPEI                      |
| José Cardozo Grimaldi   | AD                         |
| José Luis Vargas        | AD                         |
| Dsniel Escobar          | AD                         |
| Juan Negretti Malpica   | DC                         |
| María Guerra de Mendoza | DC                         |
| Carlos Valecillos       | MAS                        |
| Jesús Rodríguez         | MAS                        |

II Legislatura / Período 1992-1995
| Concejales:             | Partido político / Alianza |
| ----------------------- | -------------------------- |
| Carlos Ciordia          | COPEI                      |
| Flor de Guevara         | COPEI                      |
| Egleé Martínez de Navas | COPEI                      |
| Ascencion Iber Olivares | COPEI                      |
| María Dolores Nuñez     | DC                         |
| Maria Guerra de Mendoza | DC                         |
| Gaetano Duma            | DC                         |
| José Luis Vargas        | AD                         |
| Magaly Betancourt       | AD                         |
| Hernan Millán           | LCR                        |
| Jesús Rodríguez         | MAS                        |

III Legislatura / Período 1995-2000
| Concejales:             | Partido político / Alianza |
| ----------------------- | -------------------------- |
| Henry Medina            | COPEI                      |
| Valmy Gonzalez          | COPEI                      |
| Hernan Millán           | COPEI                      |
| Eglee Martínez de Navas | COPEI                      |
| Maria Eugenia Moreno    | COPEI                      |
| Carlos Ciordio          | COPEI                      |
| Iber Ascención Olivares | COPEI                      |
| Carlos Guillermo Arocha | AD                         |
| Sonia Sgambatti         | AD                         |
| Simón Valera            | LCR                        |
| Enrique Lugo            | MAS                        |

IV Legislatura / Período 2000-2005
| Concejales: | Partido político / Alianza |
| ----------- | -------------------------- |
| '           | PJ                         |
| '           | PJ                         |
| '           | PJ                         |
| '           | PJ                         |
| '           | PJ                         |
| '           | PJ                         |
| '           | PJ                         |
| '           | MVR                        |
| '           | MVR                        |
| '           | MVR                        |
| '           | MVR                        |

V Legislatura / Período 2005-2013
| Concejales:             | Partido político / Alianza |
| ----------------------- | -------------------------- |
| Wuilfrido Contreras     | PJ                         |
| Maria Auxiliadora Dubuc | PJ                         |
| Adriana D' Elia         | PJ                         |
| Victor Perez            | PJ                         |
| Ramon Valera            | PJ                         |
| Omar Villalba           | PJ                         |
| Gustavo Villasmil       | PJ                         |
| David Uzcategui         | PJ                         |
| Marisela Buada          | MVR                        |
| Ramon Lugo              | MVR                        |
| Aracelis Querales       | MVR                        |

VI Legislatura / Período 2013-2018
| Concejales:      | Partido político / Alianza |
| ---------------- | -------------------------- |
| Omar Villalba    | MUD                        |
| Victor Pérez     | MUD                        |
| Darwin González  | MUD                        |
| José Zambrano    | MUD                        |
| Héctor Urguelles | MUD                        |
| Luis Somaza      | MUD                        |
| Armando Machado  | MUD                        |
| Miguel Cartillo  | MUD                        |
| Rohna Vanegas    | MUD                        |
| José Luis Vargas | MUD                        |
| Roberto Marrero  | MUD                        |

VII Legislatura / Período 2018-2021:
| Concejales:        | Partido político / Alianza |
| ------------------ | -------------------------- |
| Yarisol Berrio     | PSUV                       |
| Tridis Contreras   | PSUV                       |
| Xiomara González   | PSUV                       |
| Carmelo Meléndez   | PSUV                       |
| Miguel Cubas       | PSUV                       |
| Fanny Boullon      | PSUV                       |
| Jesús Bottaro      | PSUV                       |
| Georgette Topalián | MSV                        |
| Armando Machado    | PAP                        |
| Víctor Pérez       | PAP                        |
| David Ascensión    | COPEI                      |